# Literacia computacional
A literacia computacional é um termo da área disciplinar da Informática que descreve a ampla capacidade de aplicar o Pensamento Computacional e a consciência do alcance, âmbito e limitações das técnicas computacionais, e que abrange uma gama de competências, que vão desde a utilização elementar até à Programação de Computadores, ao Pensamento Computacional e à resolução avançada de Problemas Computacionais. Integra a área científica da Informática, juntamente com a Ciência da Computação e a Tecnologia da Informação (TI), sendo que a sua docência e a sua investigação compete aos professores com prévia graduação superior na área da Informática e Ciência da Computação e mestrado nesta área específica da Educação informática e computacional. É independente da Matemática e diferente da capacidade de realizar cálculos matemáticos manualmente, uma vez que antecipa que os verdadeiros cálculos são executados pelos computadores da Informática.
Um dos principais defensores da literacia computacional, Conrad Wolfram explica a diferença como "a matemática ensinada em todo o mundo deixou de se adaptar à forma como é utilizada no mundo real. A tecnologia da Informática está mais acessível do que nunca, mas poucos currículos no mundo já a pressupõem, pelo que é premente valorizar as disciplinas da Informática nos curriculares escolares".

## Impacto
Wolfram argumentou que "para alcançar sociedades estáveis, a emancipação requer um bom nível de literacia computacional através de conhecimentos da Informática" e defendeu a introdução de qualificações de literacia computacional nas disciplinas de Informática. Sharin Jacob, da Universidade da Califórnia, afirma que "os estudantes de hoje entrarão numa força de trabalho que é fortemente moldada pela Informática. Para terem sucesso numa economia em mudança, os estudantes devem aprender a pensar a Informáticade forma algorítmica e computacional".
Os projetos do Centro de Desenvolvimento Educativo demonstraram sucesso no desenvolvimento da literacia computacional ao nível escolar das disciplinas da Informática.